# 전주역
전주역(Jeonju station, 全州驛)은 전북특별자치도 전주시 덕진구 우아동3가에 있는 전라선의 철도역이다. KTX, ITX-새마을, ITX-마음, 무궁화호, SRT, 남도해양열차같은 여객열차들은 전부 이 역에 필수적으로 정차한다. 이 역은 외관을 한옥 양식으로 지은 것이 특징이다.

## 역사
- 1914년 11월 17일 : 전라북도 전주군 이동면 상생리 25번지 (현재 태평SK뷰 아파트 위치)에서 보통역으로 영업 개시[1]
- 1915년 1월 16일 : 역사 신축 준공
- 1928년 10월 1일 : 조선총독부 철도국에서 매수
- 1929년 9월 20일 : 전라북도 전주군 이동면 노송리 568번지(현 전주시청)로 역사 이전 신축
- 1930년 1월 11일 : 이리 ~ 전주 구간 표준궤로 개량
- 1972년 4월 1일 : 대전철도국에서 순천철도국으로 편입
- 1978년 3월 23일 : 승강장 지하도 설치
- 1978년 3월 23일 : 전라선 전주구간 이설로 현 위치에 역사 신축 착공
- 1981년 5월 25일 : 역사 신축 준공과 함께 이전 영업 개시
- 1993년 5월 1일 : 유료휴게실 운영 개시[2]
- 1995년 7월 1일 : 유료휴게실 폐지[3]
- 1998년 12월 1일 : 전라선 전구간 비둘기호 운행중단 통일호 승격운행
- 2004년 4월 1일 : 통일호 운행중단
- 2006년 5월 1일 : 소화물 취급 중지
- 2008년 11월 1일 : 화물 취급 중지[4]
- 2011년 10월 5일 : 복선전철 개통과 함께 KTX 정차 개시
- 2012년 11월 1일 : 시각표 개정으로 인해 KTX 12회 운행으로 증편
- 2013년 12월 13일 : 남도해양열차 정차 개시
- 2014년 6월 1일 : ITX-새마을 운행 개시
- 2016년 12월 9일 : 누리로 운행개시
- 2018년 6월 30일 : 누리로 운행 종료
- 2018년 7월 1일 : 충북선 누리로 재운행으로 전라선 1501, 1512열차는 무궁화호로 변경 운행 개시
- 2023년 9월 1일 : SRT 정차 개시
- 2023년 9월 1일 : ITX-마음 운행 개시
- 2023년 ~ 2025년 : 전주역 선상역사 신축 완공 예정

## 역 구조
3면 5선식 승강장으로 운용된다.

### 승강장
| ↑ 삼례             |
| \| ２３ \| ４５ \| |
| 임실 ↓             |

| 번호 | 노선   | 행선지                                                                                  |
| ---- | ------ | --------------------------------------------------------------------------------------- |
| 1    | 전라선 | 사용 안 함                                                                              |
| 2    | 전라선 | 당역 종착 · 당역 출발                                                                   |
| 3    | 전라선 | 익산 · 수서 · 서대전 · 천안아산 · 천안 · 수원 · 광명 · 영등포 · 용산 · 서울 · 행신 방면 |
| 4    | 전라선 | 남원 · 곡성 · 구례구 · 순천 · 여천 · 여수엑스포 방면                                    |
| 5    | 전라선 | 사용 안 함                                                                              |

## 사진

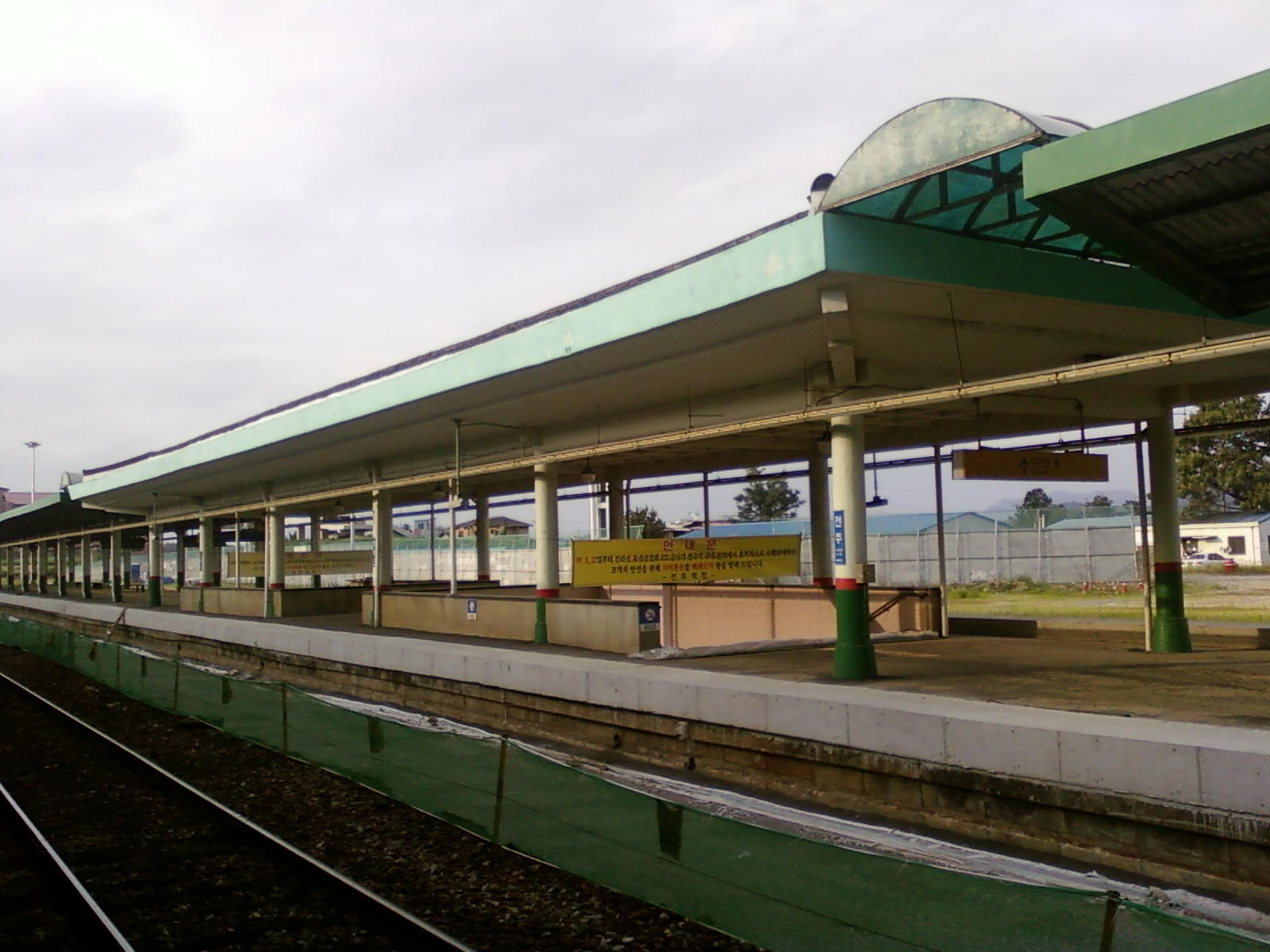
복선전철화로 인한 확장 공사 중인 승강장의 모습

## 승차량 변동
2012년 전라선 KTX 개통 이후 승하차 인원이 매년 증가하고 있다.
| 연도와 승하차 | 연도와 승하차 | 이용 인원 | 이용 인원 | 이용 인원 | 이용 인원 |
| 연도와 승하차 | 연도와 승하차 | KTX       | 새마을    | 무궁화    | 총계      |
| ------------- | ------------- | --------- | --------- | --------- | --------- |
| 2010년        | 승차          | 0         | 103,352   | 539,601   | 642,952   |
| 2010년        | 하차          | 0         | 114,180   | 530,717   | 644,879   |
| 2011년        | 승차          | 0         | 105,479   | 571,578   | 677,057   |
| 2011년        | 하차          | 0         | 122,340   | 552,438   | 674,778   |
| 2012년        | 승차          | 162,304   | 60,846    | 671,640   | 894,790   |
| 2012년        | 하차          | 149,715   | 74,097    | 653,815   | 877,627   |
| 2013년        | 승차          | 241,120   | 58,755    | 698,894   | 998,769   |
| 2013년        | 하차          | 237,286   | 72,666    | 683,228   | 993,180   |
| 2014년        | 승차          | 307,892   | 96,374    | 768,431   | 1,172,697 |
| 2014년        | 하차          | 310,492   | 109,202   | 748,041   | 1,167,735 |
| 2015년        | 승차          | 468,695   | 109,492   | 709,682   | 1,287,869 |
| 2015년        | 하차          | 440,122   | 115,706   | 714,782   | 1,270,610 |
| 2016년        | 승차          | 617,251   | 97,476    | 637,876   | 1,352,603 |
| 2016년        | 하차          | 579,217   | 99,912    | 645,051   | 1,324,180 |
| 2017년        | 승차          | 814,413   | 106,611   | 578,866   | 1,499,790 |
| 2017년        | 하차          | 784,190   | 110,607   | 584,254   | 1,479,051 |
| 2018년        | 승차          | 883,019   | 100,532   | 556,870   | 1,540,421 |
| 2018년        | 하차          | 858,979   | 103,968   | 559,720   | 1,522,667 |
| 2019년        | 승차          | 940,897   | 100,089   | 577,927   | 1,618,913 |
| 2019년        | 하차          | 923,577   | 98,573    | 576,298   | 1,598,448 |

## 인접한 역
이 역을 운행하는 열차는 거의 대부분 용산역과 여수엑스포역을 기점으로 운행되고 있다.
| 전라선         | 전라선                 | 전라선               |
| -------------- | ---------------------- | -------------------- |
| 익산 행신 방면 | KTX 전라선             | 남원 여수엑스포 방면 |
| 익산 용산 방면 | KTX 전라선 서대전 경유 | 남원 여수엑스포 방면 |
| 익산 수서 방면 | SRT 전라선             | 남원 여수엑스포 방면 |
| 삼례 용산 방면 | ITX-새마을 전라선      | 남원 여수엑스포 방면 |
| 익산 용산 방면 | ITX-마음 전라선        | 남원 여수엑스포 방면 |
| 삼례 용산 방면 | 무궁화 전라선          | 임실 여수엑스포 방면 |
| 익산 서울 방면 | 남도해양열차           | 임실 여수엑스포 방면 |